# Une rue à Tokyo
Une rue à Tokyo è un cortometraggio del 1897 diretto da Constant Girel.
Il film è presente nel catalogo Lumiere n° 738

## Trama
Constant Girel documenta in questo filmato lo scorrimento di pedoni, cicli e risciò in una strada di Tokyo.